# Wilhelm av Wied (1876–1945)
Wilhelm av Wied (Vilhelm I, eg. Wilhelm Friedrich Heinrich), furste av Albanien, prins av Wied, född 26 mars 1876 i Neuwied, död 18 april 1945 (69 år), var en tysk prins och militär vilken under några månader 1914 var furste av Albanien.

## Biografi
Wilhelm av Wied var son till generalen och politikern Wilhelm av Wied (1845–1907) och dennes hustru prinsessan Marie av Nederländerna (1841–1910). En yngre bror till Wilhelm var Victor av Wied, vilken 1933–1943 var tysk ambassadör i Sverige. En faster till Wilhelm var drottning Elisabet av Rumänien och en moster var drottning Lovisa av Sverige och Norge. 
Wilhelm förmäldes 30 november 1906 med Sofia av Schönburg-Waldenburg (född 21 maj 1885, död 3 februari 1936) och hade med henne en son och en dotter. Han bodde sedan 1925 i Rumänien och avled där 1945.

### Regeringstid
Wilhelm av Wied var major i preussisk tjänst, då han den 6 februari 1914 mottog Albaniens krona. Han landsteg i Durrës den 7 mars samma år. Hans uppgift var att organisera det från Turkiet lösgjorda Albanien som självständig stat. Han stötte genast på starkt motstånd i det nya landet, vars sinsemellan oeniga stammar och partier låg i ständig fejd. Wilhelm fick inte tillräckligt med stöd från stormakterna för att kunna göra sin härskarauktoritet gällande och när en albansk upprorsrörelse tog fart i början av första världskriget, fann sig fursten föranlåten att 3 september 1914 lämna Durrës ombord på ett italienskt krigsfartyg. Han förbehöll sig emellertid för framtiden sina furstliga rättigheter och förklarade i sin avskedsproklamation, att han för fullbordan av sitt påbörjade verk "ansett det lyckligast att under någon tid resa västerut". 
Under kriget visade han en gång sina albanska intressen genom att utfärda en protest mot en förklaring om italienskt protektorat över Albanien, men hävdade inte sina tronanspråk vid något senare tillfälle.

## Galleri

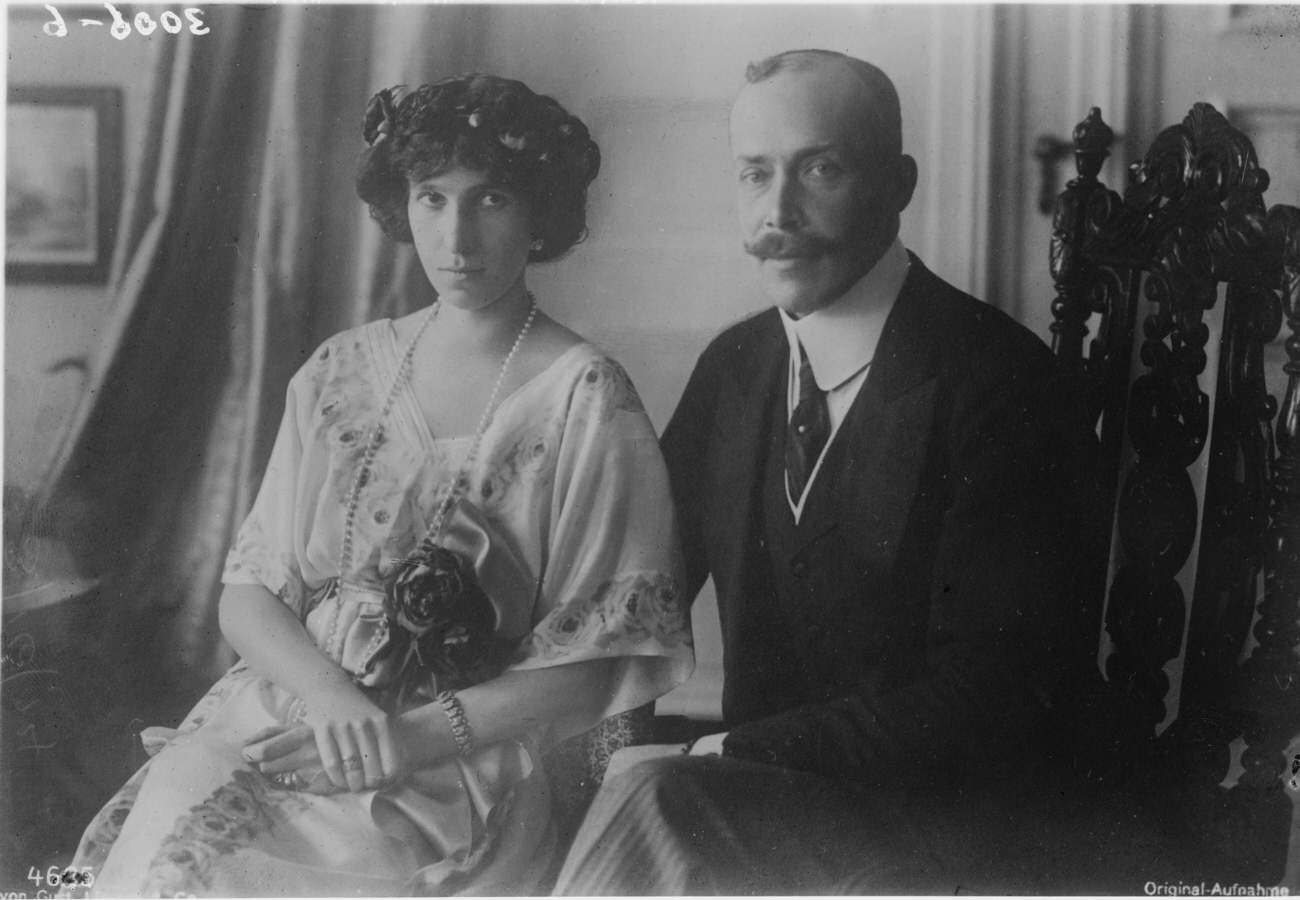
Wilhelm av Wied med sin hustru Sofia av Schönburg-Waldenburg.
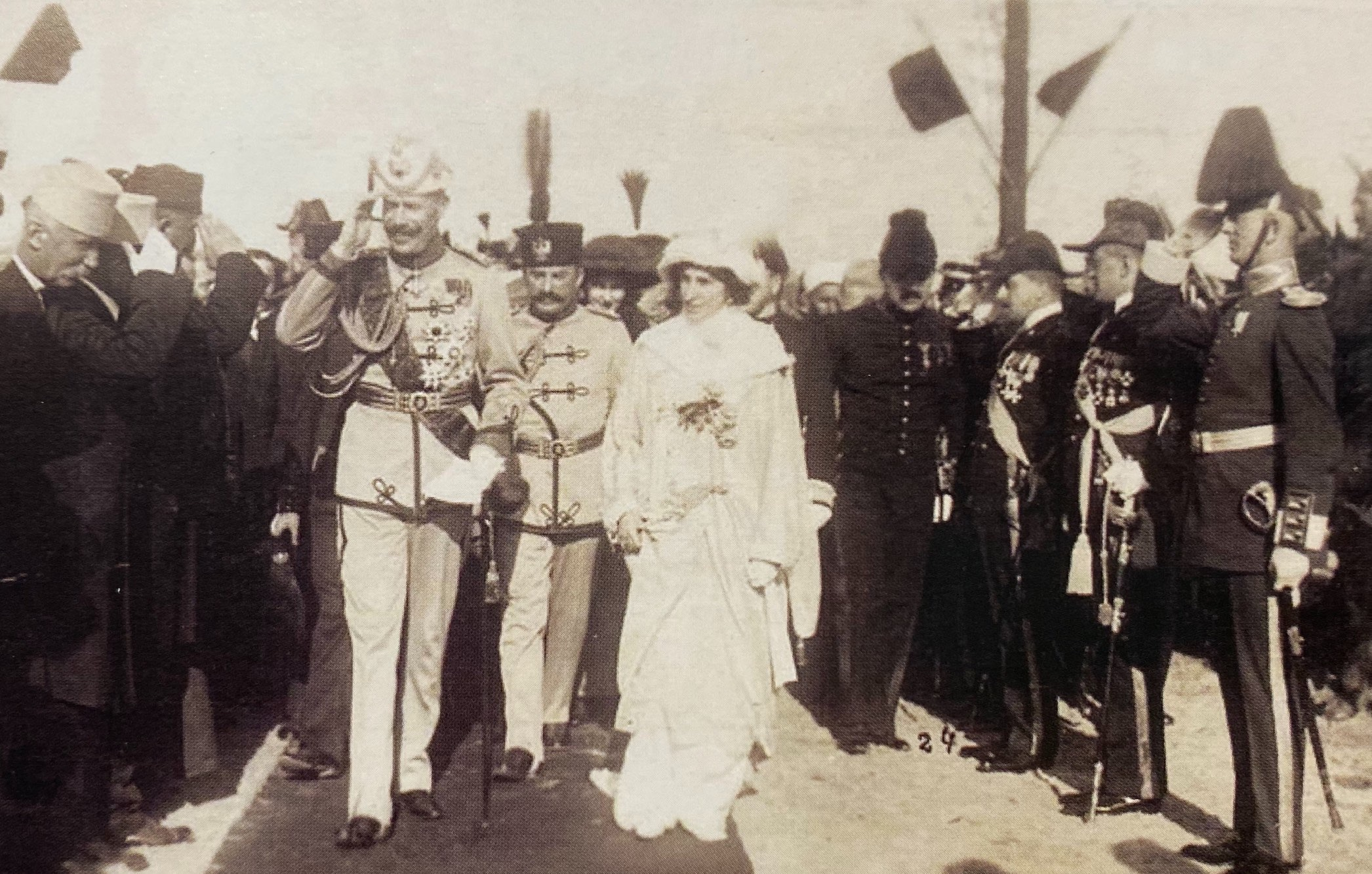
Wilhelm av Wied och hans hustru vid ankomsten till Albanien.
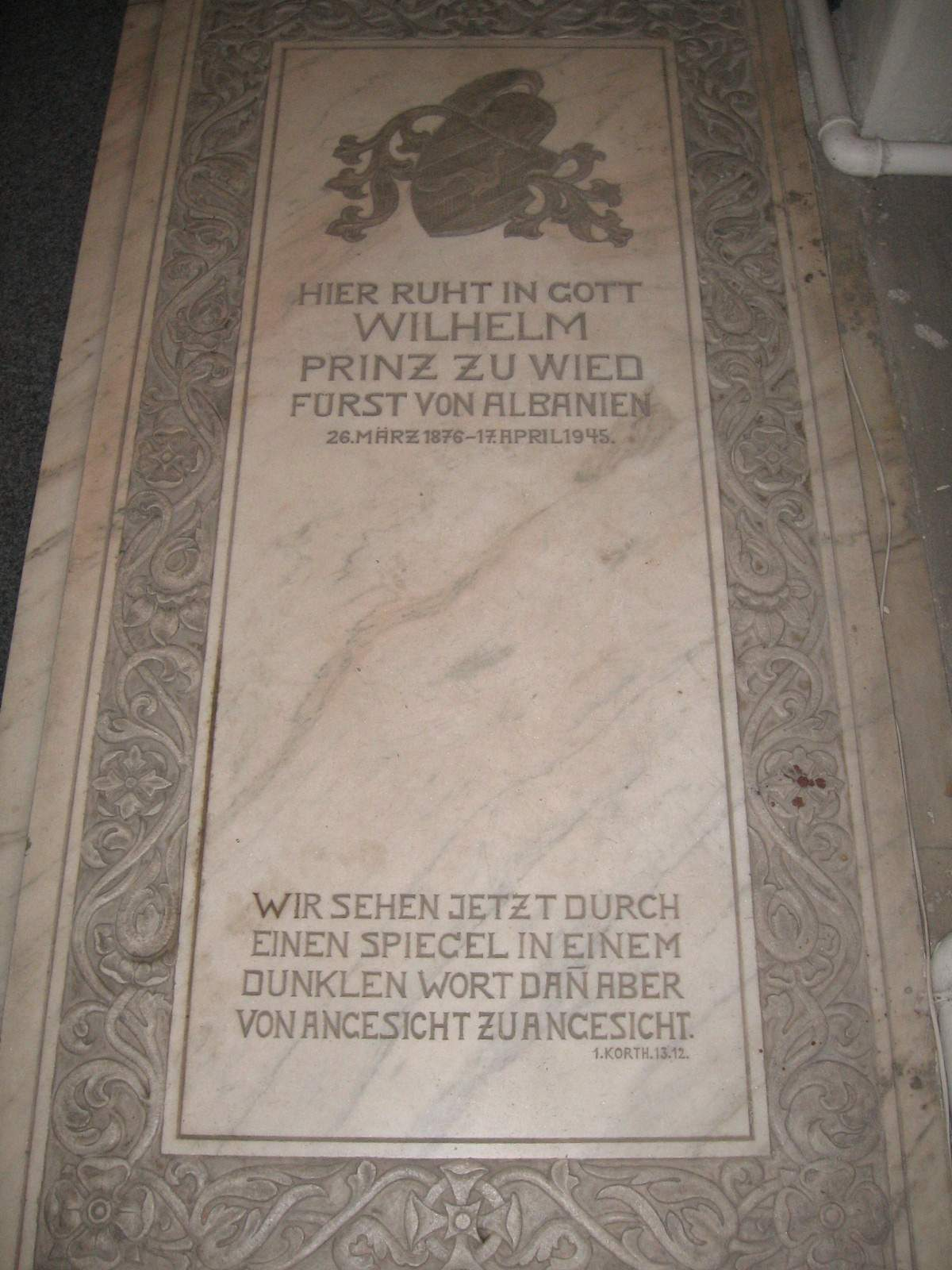
Wilhelms grav i den lutherska kyrkan i Bukarest.